# Walter Adams (cầu thủ bóng đá)
Walter Adams là một cầu thủ bóng đá người Anh thi đấu ở vị trí tiền vệ chạy cánh. Ông thi đấu ở Football League cho Middlesbrough Ironopolis.